# Hancock (thị trấn), Wisconsin
Hancock là một thị trấn thuộc quận Waushara, tiểu bang Wisconsin, Hoa Kỳ. Năm 2010, dân số của thị trấn này là 496 người.